# Nunziatura apostolica in Gran Bretagna
La nunziatura apostolica in Gran Bretagna è una rappresentanza diplomatica permanente della Santa Sede nel Regno Unito. La sede è a Londra. La nunziatura è retta da un diplomatico, detto "nunzio apostolico in Gran Bretagna", che ha il rango di ambasciatore.
L'attuale nunzio apostolico è Miguel Maury Buendía, arcivescovo titolare di Italica, nominato da papa Francesco il 13 aprile 2023.

## Storia
Già nel Medioevo erano presenti rapporti diplomatici tra regno d'Inghilterra e papa, ma si interruppero a seguito dello scisma anglicano; relazioni ufficiali furono riprese brevemente durante il regno dell'ultimo sovrano cattolico, Giacomo II (1685-1688).
Dopo 250 anni la delegazione apostolica della Britannia fu istituita il 21 novembre 1938 con il breve Paterna caritas di papa Pio XI.
La delegazione fu elevata a nunziatura apostolica nel Regno Unito il 17 gennaio 1982 con il breve Quo amplius di papa Giovanni Paolo II.

## Lista dei nunzi apostolici

### Nunzi apostolici in Inghilterra
- Guala Bicchieri † (1216 - 1219)
- Landolfo Brancaccio † (1295 - 1299)
- Cosimo de' Migliorati † (1376 - 1386 nominato vescovo di Bologna)
- Pietro del Monte † (1436 - 1440 nominato nunzio apostolico in Francia)
- Adriano Castellesi † (1490 - 1503 nominato cardinale presbitero di San Crisogono)
- Uberto Gambara † (1527 - 1528 nominato vescovo di Tortona)
- Ferdinando d'Adda † (3 marzo 1687 - 13 febbraio 1690 nominato cardinale presbitero di San Clemente)

### Delegati apostolici in Britannia
- William Godfrey † (21 novembre 1938 - 10 novembre 1953 nominato arcivescovo di Liverpool)
- Gerald Patrick Aloysius O'Hara † (8 giugno 1954 - 16 luglio 1963 deceduto)
- Igino Eugenio Cardinale † (4 ottobre 1963 - 19 aprile 1969 nominato nunzio apostolico in Belgio)
- Domenico Enrici † (26 aprile 1969 - 16 luglio 1973 nominato delegato per le rappresentanze pontificie)
- Bruno Bernard Heim † (16 luglio 1973 - 22 febbraio 1982 nominato nunzio apostolico)

### Nunzi apostolici in Gran Bretagna
- Bruno Bernard Heim † (22 febbraio 1982 - luglio 1985 dimesso)
- Luigi Barbarito † (21 gennaio 1986 - 31 luglio 1997 ritirato)
- Pablo Puente Buces † (31 luglio 1997 - 23 ottobre 2004 dimesso)
- Faustino Sainz Muñoz † (11 dicembre 2004 - 5 dicembre 2010 dimesso)
- Antonio Mennini (18 dicembre 2010 - 6 febbraio 2016 nominato officiale della Segreteria di Stato della Santa Sede)
- Edward Joseph Adams (8 aprile 2017 - 31 gennaio 2020 ritirato)
- Claudio Gugerotti (4 luglio 2020 - 21 novembre 2022 nominato prefetto del Dicastero per le Chiese orientali)
- Miguel Maury Buendía[1], dal 13 aprile 2023